# Върховният Спайдър-Мен (сериал)
„Върховният Спайдър-Мен“ (на английски: Ultimate Spider-Man) е американски анимационен сериал, базиран на супергероя на Марвел Комикс – Спайдър-Мен. Разработен е за телевизията от Стивън Сийгъл, Джо Кели, Джо Кейси и Дънкан Руло, които са създателите на „Бен 10“ и „Генератор Рекс“. Сериалът е по мотиви от комикса „Върховният Спайдър-Мен“ и премиерата му е на 1 април 2012 г. През 2016 г. започва четвърти сезон. На New York Comic-Con 2016 е потвърдено, че това ще е последният сезон и след като приключи, ще започне нов сериал за Спайдър-Мен.

## Актьорски състав
- Дрейк Бел – Питър Паркър / Спайдър-Мен
- Кларк Грег – Агент / Директор Фил Колсън
- Шай Макбрайд – Ник Фюри
- Мисти Лий – Леля Мей
- Тара Стронг – Мери Джейн Уотсън
- Оджи Банкс – Люк Кейдж
- Грег Сайпс – Дани Ранд
- Кейтлин Тейлър Лав – Ева Айла
- Логън Милър – Сам Алегзандър
- Джей Кей Симънс – Джей Джона Джеймисън
- Стивън Уебър – Норман Озборн
- Ейдриън Паздар - Тони Старк / Железния човек
- Стан Лий – Стан чистача

## „Върховният Спайдър-Мен“ в България
В България първи епизод на сериала е излъчен предпремиерно на 1 юли 2012 г. по Disney Channel от 09:00 и е повторен от 22:00. На 9 септември започва официално с повторение на първи епизод, всяка неделя от 09:00 и повторение от 22:00. Втори сезон започва на 31 август 2013 г. от 14:45. Финалът на сериала е излъчен на 28 юни 2017 г.
Дублажът е синхронен и е на студио Александра Аудио. В него участват Христо Димитров, Ева Данаилова, Мими Йорданова, Илия Иванов, Георги Тодоров, Иван Велчев, Владимир Зомбори, Иван Петков, Алекс Анмахян, Стефан Къшев, Станимир Гъмов и Петър Бонев. Във втори сезон Станимир Гъмов е заменен от Георги Стоянов, а покойният Илия Иванов е заменен от Христо Бонин. В трети и четвърти сезон Иван Петков не участва, а към състава се присъединяват Николай Пърлев, Момчил Степанов, Теодор Христов, Явор Караиванов и Росен Русев, докато Георги Тодоров е заменен от Петър Върбанов в ролята на Ник Фюри.